# Triominos

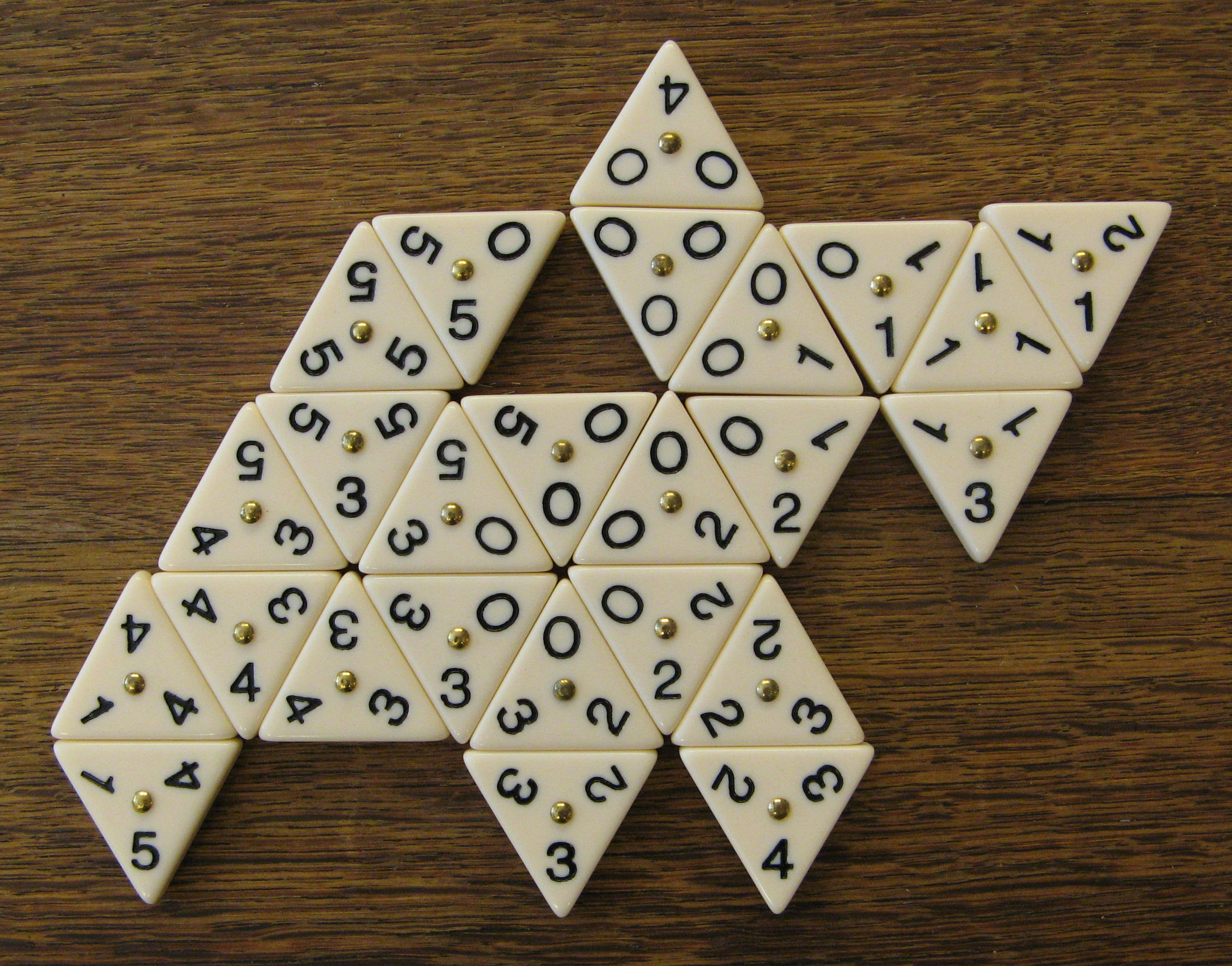
Triominos stukken op een tafel.

Triominos is een gezelschapsspel en een variant op het dominospel.
Het wordt gespeeld met driehoekige stenen die de cijfers 0 tot en met 5 bevatten, maar er bestaan ook versies die de cijfers 1 tot en met 6 bevatten.   In Nederland wordt het op de markt gebracht door Goliath.

## Spelregels
- De spelstukken worden gedekt geschud. Afhankelijk van het aantal spelers ontvangt elke speler een aantal spelstukken 
  - bij 2 spelers elk 9 stukken
  - bij 3 tot 4 spelers elk 7 stukken
  - bij 5 tot 6 spelers elk 6 stukken
- De spelers leggen deze stenen voor zich op tafel, onzichtbaar voor de anderen, of op een speciaal daartoe uitgerust plankje.
- De overige spelstukken komen gedekt op voorraad.
- De speler met de hoogste waarde op een van de stukken begint het spel door deze open op tafel te leggen.
- Hierna probeert de volgende speler een stuk met twee passende cijfers aan te leggen. 
  - Als dat lukt, scoort deze speler de opgetelde waarde van de cijfers op het zojuist toegevoegde stuk.
  - Als een speler een stuk zo neer kan leggen dat het de punt van een tegenoverliggend stuk raakt en zo een brug vormt, krijgt hij 40 bonuspunten.
  - Als een speler met een stuk een zeshoek kan voltooien, krijgt hij 50 bonuspunten.
  - Voltooit een speler met een stuk twee zeshoeken, krijgt hij 60 bonuspunten.
  - Lukt het een speler drie zeshoeken te voltooien, krijgt hij 70 bonuspunten.

Lukt het niet om een passende steen aan te leggen, dan pakt de speler 1 steen. Past deze ook niet, pakt de speler er nog 1 en na 3 keer pakken gaan er 25 punten van het totaal aantal punten af en is de beurt voorbij.
- Degene die het eerst zijn stukken kwijt is heeft de ronde gewonnen en krijgt 25 bonuspunten plus de totalen van de stukken die de overige spelers nog in hun bezit hebben.
  - Als een speler 400 punten behaalt, dan is de volgende ronde de laatste ronde.